# Luis Tiant
Luis Tiant (Marianao, Cuba; 23 de noviembre de 1940 – Wells, Maine; 8 de octubre de 2024) fue un beisbolista cubano que jugó diecinueve temporadas con seis equipos en la posición de pitcher y fue tres veces al Juegos de las Estrellas.

## Carrera

### Inicios
Con 16 años, Tiant llamó la atención del All-Star Bobby Ávila de los Cleveland Indians,que estaba buscando talento en Cuba. Avila lo recomendó para jugar en los Tigres de México de la Liga Mexicana de Béisbol. Tiant sería contratado en 1959 por $150 al mes, y por los siguientes tres años jugó con los Tigres y el Cubans Sugar Kings de la International League.
Al finalizar el verano de 1961, y por recomendación de Avila, Cleveland compró el contrato de Tiant por $35,000. Pero con el régimen de Fidel Castro en Cuba, tiant no pudo ver a sus padres por 14 años. Debido al desempeño de Tiant en las ligas menores, fue llamado por los Indians a mediados de julio de 1964.

### Cleveland Indians
El 19 de julio de 1964 Tiant hizo su debut en la Major League Baseball con los Cleveland Indians donde permitió cuatro hits y 11 ponches en la victoria por 3–0  ante el entonces vigente campeón de la American League los New York Yankees en el Yankee Stadium, donde venció a Whitey Ford. Tiant terminó su año de novato con récord de 10–4, 105 ponches y efectividad de 2.83 (ERA) en 19 partidos.
En 1968 Tiant tuvo una de las mejores temporadas para un lanzador en la historia, lideró la American League en ERA (1.60), blanqueadas con nueve (cuatro de ellas consecutivas), hits por partido (récord de la franquicia con 5.30, que rompió la marca de Herb Score con 5.85 en 1956, y que fue récord de la liga hasta que Nolan Ryan lo superó con 5.26 en 1972), y ponches por partido (9.22), y si récord de victorias fue de 21–9. Los rivales le batearon para apenas .168, un nuevo récord de la liga, y sus 19 ponches ante Minnesota Twins el 3 de julio fue récord de la American League de ponches en un partido. Su efectividad de 1.60 en 1968 fue la más baja en la AL en la mitad de siglo (desde Walter Johnson y su efectividad de 1.49 en 1919), la que era la segunda mejor marca hasta que el pitcher de los St. Louis Cardinals Bob Gibson puso un registro de 1.12. sus cuatro blanqueadas consecutivas solo pudieron ser superadas por dos lanzadores en los siguientes 50 años, ambos en 1968: Don Drysdale (seis) y Gibson de nuevo (cinco). 
Con Sam McDowell, Sonny Siebert y los demás, los Indians lideraron la AL en ponches por cinco temporadas consecutivas, incluyendo el récord colectivo de 1189 en 1967, récord que se mantuvo por 30 años.

### Minnesota Twins
Luego de pasar lleno de lesiones con los Indians en 1969, Tiant fue cambiado a los Minnesota Twins en un cambio entre varios equipos que incluyó al pitcher Dean Chance y el tercera base Graig Nettles para los Indians. Con Minnesota, Tiant inició la temporada de 1970 con seis victorias, pero se fracturó la escápula derecha al final de la temporada, la cual casi termina con su carrera. Sería dejado en libertad en la primavera de 1971.

### Boston Red Sox

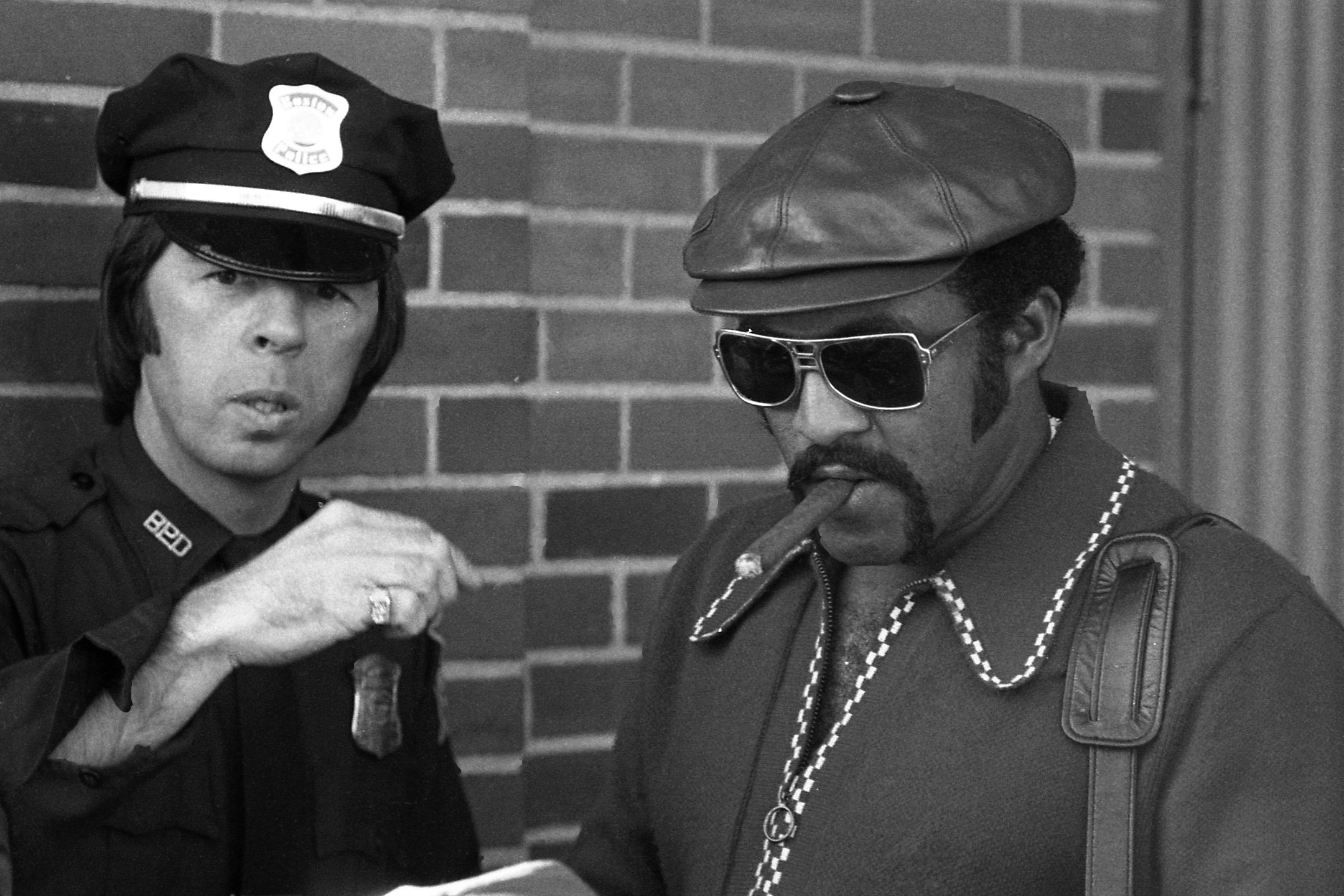
Tiant fuera del Fenway Park en los años 1970.

Luego de ser liberado por los Twins en 1971, los Atlanta Braves firmaron a Tiant a un contrato de ligas menores con el equipo de Richmond. Tiant modificó su mecánica de lanzamiento, lo que hizo que bajara su velocidad a causa de su lesión de hombro. Como consecuencia de que su mecánica de lanzamiento fuera más lenta, a Tiant le tomaba más tiempo en revirar para la segunda base y le era más sencillo para el corredor de primera base de robar segunda.
Mientras lanzaba en Richmond, fue adquirido por los Louisville Colonels, filial de los Boston Red Sox. Sería promovido rápidamente al primer equipo, pero la temporada de 1971 tuvo un récord de 1–7 con 4.88 de ERA. En 1972 recuperó su nivel y terminó con récord de 15–6 con seis blanqueadas en 19 aperturas, y lideró la American con 1.91 de ERA. Llegó a 20 partidos en 1973 y 22 en 1974, año en el que jugó su primer All-Star, lo que hizo que se ganara el apodo de El Tiante en Fenway Park, pasando a ser uno de los pitchers más queridos en la historia de los Red Sox, además de ídolo en Boston.
A pesar de los problemas de espalda en la temporada de 1975, Tiant ganó 18 partidos con los Red Sox y ser campeón de Liga Americana. En los playoffs vencerían al campeón defensor de la Serie Mundial Oakland Athletics, donde solo permitió tres hits en la victoria por 7–1 donde lanzó el juego completo, además de que lanzó en el primer partido de la Serie Mundial de 1975 ante la The Big Red Machine de Cincinnati Reds. Su padre y madre asistieron a Fenway Park donde vencieron a los Reds por 6–0 en un partido donde solo permitió cinco hits, provenientes de Cuba gracias a una visa especial.
Tiant también ganó el juego 4 (hizo 173 lanzamientos en el segundo juego completo de la serie) y se fue sin decisión en el juego 6, en el llamado mejor juego jugado en la historia de la Serie Mundial, partido que terminó con un cuadrangular de Carlton Fisk en la entrada 12.
Tiant tuvo récord de 21–12 y la aparición como All-Star en 1976, 12–8 en 1977 y 13–8 en 1978, quedando como un favorito para los aficionados y como uno de los mejores pitchers en la historia de los Red Sox.

### New York Yankees
Al terminar la temporada de 1978 Tiant firmó como agente libre con los New York Yankees. Su récord total fue de 21–17 en New York de 1979 a 1980.

### Pittsburgh Pirates y California Angels
Tiant firmó con los Pittsburgh Pirates como agente libre en 1981, donde solo lanzó en 9 partidos, tuvo un récord de 2–5 con 3.92 de ERA. También lanzó en 21 partidos en el equipo Triple-A de los Pirates, los Portland Beavers de la Pacific Coast League, donde tuvo un récord de 13–7 con 3.82 de ERA.
Terminó su carrera con los California Angels en 1982 donde lanzó solo seis partidos, su récord fue de 2–2 con 5.76 de ERA.

## Otras ligas
Tiant también jugó en la Liga Venezolana de Béisbol Profesional por siete temporadas entre 1963 y 1982, donde su récord fue de 37–24, incluyendo 29 juegos completos y 2.27 de ERA, y una blanqueada en 1971. Jugó en los Leones del Caracas donde fue campeón en 1966–67 y 1967–68. Fue seleccionado como miembro del Salón de la fama y museo del béisbol venezolano en 2009. También jugó con los Tiburones de La Guaira.
Tiant jugó en la Senior Professional Baseball Association en 1989 inicialmente con los Winter Haven Super Sox, pero luego fue cambiado a los Gold Coast Suns por el outfielder Ralph Garr y 500 juguetes de Teddy Ruxpin (para los aficionados). Tiant tuvo un récord de 0–1 con 5.00 ERA con los Suns.

## Tras el retiro

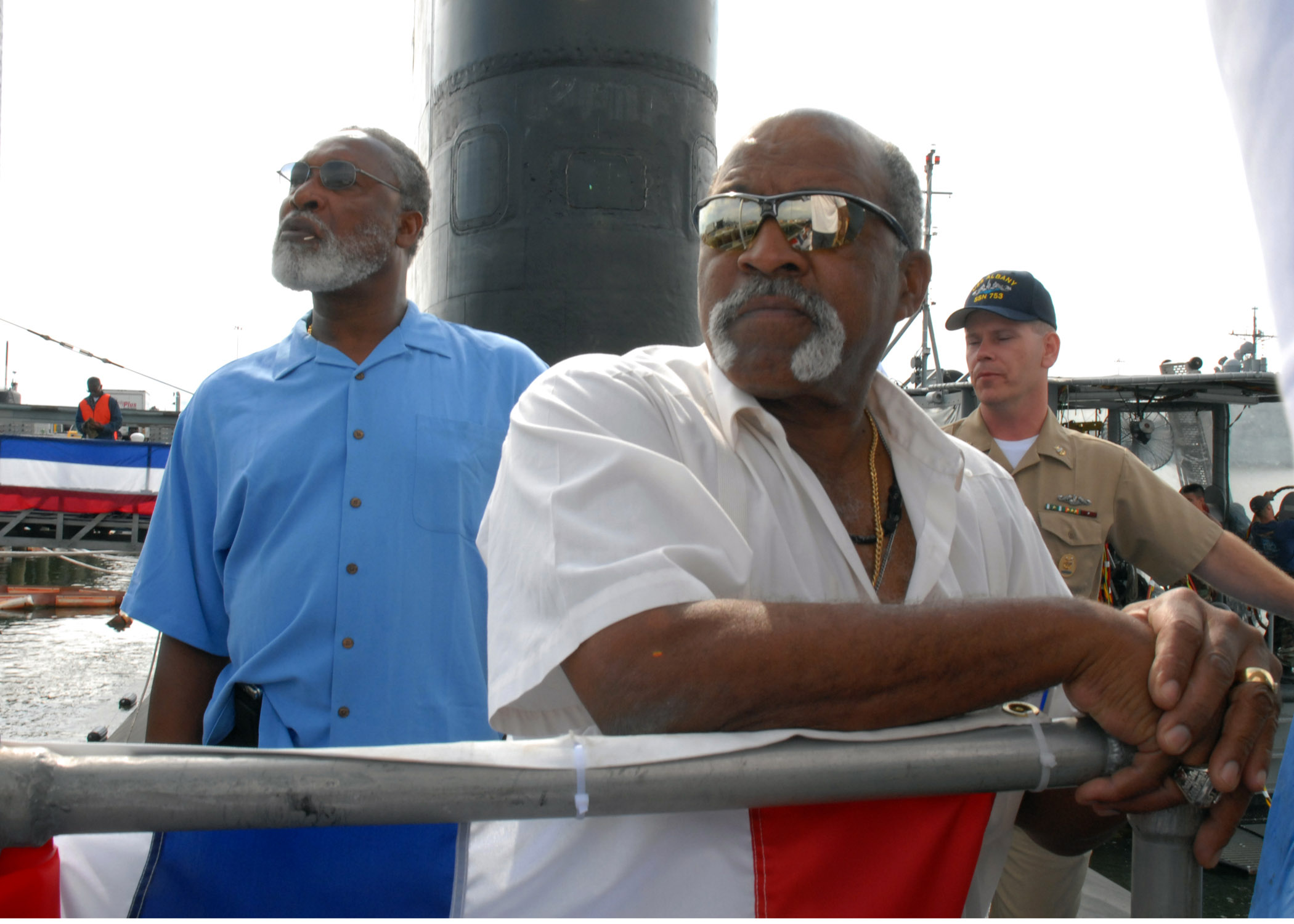
Tiant sobre el USS Albany en junio de 2007.

Tiant pasó a ser entrenador de lanzadores de ligas menores de Los Angeles Dodgers de 1992 a 1995, y con los Chicago White Sox en 1997. En los Juegos Olímpicos de Atlanta 1996 fue coach de lanzadores de Nicaragua.
Tiant fue en mánager de la sección de béisbol del SCAD Savannah Bees de la NCAA Division III de 1998 a 2001, donde tuvo un récord de 55–97.
En 2002 Tiant pasó a ser entrenador de lanzadores para el filial de Boston en Class A Short Season los Lowell Spinners, y luego pasó a ser instructor en los Red Sox.
Tiant junto a su compañero Carlton Fisk lanzaron la primera bola en el juego 6 de los Red Sox de la serie Mundial de 2013 en Fenway Park.

## Candidatura al Salón de la Fama
Tiant estuvo en la papeleta para ser parte del National Baseball Hall of Fame entre 1988 y 2002, pero apenas tuvo un 30.9% de los votos en su primer año. De acuerdo a la elección en esos años, a los jugadores se les permitía estar en la votación de la Baseball Writers' Association of America por un máximo de 15 años; y en su último año Tiant recibió el 18,0% de los votos en 2002.
Tiant fue considerado para ser miembor por la Golden Era Committee (de 1947 a 1972) en 2011 y 2014, y por el Modern Era Baseball Committee (de 1970 a 1987) en 2017, pero no quedó. El Golden Era Committee fue reemplazado en julio de 2016 por el Golden Days Committee con 16 miembros, que votaron a 10 candidatos que jugaron de 1950 a 1969. El Golden Days Committee fue escogido en diciembre de 2021 pero Tiant no era parte del grupo. Por el Veterans Committee en abril de 2022, Tiant fue considerado para estar en el Classic Baseball Era (para jugadores actuvos antes de 1980) para entrar al Hall of Fame de 2025.

## Vida personal
Tiant y su esposa María tuvieron tres hijos: Luis Jr., Isabel y Daniel. En 2001 se mudaron a Southborough, Massachusetts.
Como un fumador, Tiant lanzó una marca de cigarros que nombró con su apodo El Tiante. Tommy John recordó los cigarros de Tiant cuando jugaba para los Indians ya que fumaba todo el tiempo.
Tiant apareció en un episodio de la serie Cheers llamado "Now Pitching, Sam Malone", que salió al aire el 6 de enero de 1983. Sam Malone (Ted Danson) estaba haciendo un comercial de cerveza para la televisión junto a Tiant.
Tiant publicó dos autobiografías:
- El Tiante, the Luis Tiant story, escrita por Joe Fitzgerald, publicada en 1976[25]
- Son of Havana: A Baseball Journey from Cuba to the Big Leagues and Back, escrita por Saul Wisnia, publicadad en mayo de 2019[26]

Tiant participó en el documental The Lost Son of Havana, producido por Kris Meyer y los hermanos Farrelly, dirigido por Jonathan Hock. La historia hace referencia al regreso a sus raíces en Cuba, y se exhibió el 23 de abril de 2009 en el Tribeca Film Festival, y luego fue adquirida por ESPN Films.